# Black or White
Black or White är en sång av och med amerikanske sångaren Michael Jackson som toppade listorna över hela världen när den släpptes 1991. På svenska Trackslistan blev det hans första etta.
I låten hörs förutom Jackson den före detta Guns N' Roses-gitarristen Slash, samt musikern Bill Bottrell som rappar på låten.

## Låtlista
1. Black or White 3:22
2. Black or White (Instrumental) 3:22
3. Smooth Criminal 4:10

## Musikvideon
Musikvideon till Black or White var väldigt tekniskt avancerad och innehöll effekter som tidigare bara använts i storfilmer. Videon innehöll också ett gästspel av Jacksons vän Macaulay Culkin, känd från Ensam hemma-filmerna.
Under videon dansar Jackson flera traditionella folkdanser tillsammans med folk av olika etniska tillhörigheter; den nuvarande standardversionen av videon slutar sedan med en scen där människors ansikten morfas ihop och ändrar utseende.
Efter denna scen följer i den oklippta versionen av videon den så kallade "Panterdansen" där Jackson bland annat slår sönder bilfönster, drar upp gylfen på sina byxor och slutligen förvandlar sig till en svart panter. Panterscenen orsakade kontrovers, vilket ledde till att en alternativ version framställdes med hjälp av CGI, där Jackson är omgiven av rasistiska tecken (hakkors) och slagord, bland annat på bilrutan han slår sönder. Idag[när?] finns ingen av panterdans-versionerna av musikvideon att få tag på lagligt förutom på HIStory Video Greatest Hits, och de visas sällan på musikkanalerna. Den censurerade panterdansscenen visades dock under både Dangerous Tour och HIStory tour som pausnummer och kan ses på den officiellt utgivna Dangerous-konserten "Live in Bucharest".

## Liveframträdanden
- - Black or White framfördes första gången på MTV:s 10-årsjubileum 1991 där Slash gjorde ett gästspel.
  - Black or White framfördes sedan på varje konsert under Dangerous Tour 1992–1993.
  - 1993 på Super Bowl XXVII framfördes en kortare version av låten som en del av ett medley.
  - 1995 framfördes en kort version av Black or White på årets MTV Video Music Awards.
  - Black or White var åter med som ett fast nummer under HIStory Tour 1996–1997.
  - Under MJ & Friends Concert 1999 i München och Seoul framfördes en kort version tillsammans med Slash.
  - 2001 under 30th Anniversary Celebration i New York framfördes låten med gästspel av Slash.
  - 2002 under en välgörenhetsfest anordnad av det Demokratiska partiet framfördes Black or White med gästspel av Dave Navaro.

Alla ovannämnda uppträdanden förutom vissa i början av Dangerous Tour var mimade.
2006 släpptes Black or White på Dual Disc som en del av Visionary-projektet.